# モンキー・マジック (忍者の曲)
「モンキー・マジック」は、男性アイドルグループ・忍者による11枚目のシングル。1995年3月21日発売。

## 概要
ゴダイゴの「Monkey Magic」のカバー。原曲にはない各メンバーによるラップが追加されている。

## 収録曲
1. モンキー・マジック
  - 作詞：奈良橋陽子、訳詞：なかばしのりあき、作曲：タケカワユキヒデ、編曲：岩崎文紀

映画『天使のウィンク 日光猿軍団』挿入歌
2. モンキー・マジック（オリジナル・カラオケ）